# Loop de fita

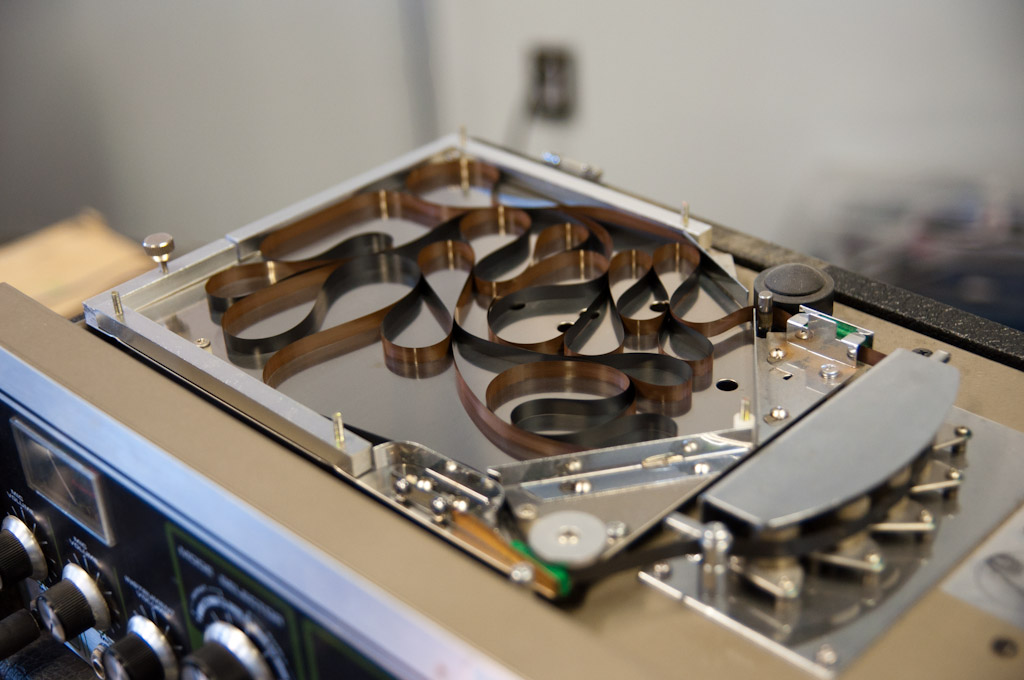
Uma fita em ciclo, eixos tracionadores, e múltiplos cabeçotes magnéticos para múltiplos ecos, em uma unidade Roland RE-101 Space Echo.

Em música, loops de fita são ciclos de fita magnética usados para criar padrões musicais repetitivos e rítmicos, ou camadas densas de som, quando tocados em um gravador de fita. Originando-se na década de 1940 com os trabalhos de Pierre Schaeffer, eles foram usados por compositores contemporâneos das décadas de 1950 e 1960, como Steve Reich, Terry Riley, e Karlheinz Stockhausen, que os usaram para criar padrões phaser, ritmos, texturas e timbres. Autores de música popular das décadas de 1960 e 1970, particularmente nos gêneros psicodélico, progressivo e ambiente, usaram loops de fita para acompanhar suas músicas com efeitos de som inovadores. Na década de 1980, o som analógico, juntamente com seus loops de fita, deram a vez ao áudio digital, e à aplicação de computadores, para processar o som.

## Discografia
- Sounds of New Music. LP recording 1 disc: 33⅓ rpm, monaural, 12 in. ([New York, N.Y.]: Folkways Records, 1957, FX 6160). Reissued on CD, as Sounds of New Music: Science Series. CD recording, 1 disc: digital, monaural, 4 3/4 in. (Washington, DC: Smithsonian Folkways Recordings, 1990s, FX 6160).
- Karlheinz Stockhausen: Solo, für Melodie-Instrument mit Rückkopplung; Vinko Globokar: Discours II pour cinq trombones; Luciano Berio: Sequenza V; Carlos Roqué Alsina: Consecuenza. Vinko Globokar (trombone). Avant Garde. LP recording. Deutsche Grammophon Gesellschaft 137 005. [Hamburg]: Deutsche Grammophon Gesellschaft 1969.
- Jean Jacques Perrey & Gershon Kingsley:  The In Sound From Way Out (Vanguard Records, 1966, VSD 79222), Kaledoscopic Vibrations (Vanguard Records, 1967, VSD 79264), Moog Indigo (Vanguard Records, 1970, VSD 6549).
- Knut Sønstevold, bassoon. Knut Sønstevold;  Miklós Maros;  Carel Brons;  Arne Mellnäs;  Lars-Gunnar Bodin;  Karlheinz Stockhausen;  Sten Hanson. [Solo recorded at Danviken Hospital Church, 23–26 June 1977]. LP recording Fylkingen Records FYLP 1011. [Stockholm]: Fylkingen Records, 1977.
- Stockhausen, Karlheinz: Solo (Version für Flote); Solo (Version für Synthesizer); Spiral (Version für Oboe). Dietmar Wiesner (flute),  Simon Stockhausen (synthesizer) Catherine Milliken (oboe).  CD recording. Stockhausen Complete Edition CD 45. Kürten: Stockhausen-Verlag, 1995.
- Sönstevold Plays Stockhausen. Karlheinz Stockhausen: Solo, In Freundschaft, Spiral, Tierkreis. Knut Sønstevold (bassoon);  Kina Sønstevold (piano). Nosag CD 042; [Solo recorded by Swedish Radio on 4 October 1985 during the EAM Festival, Berwaldhallen]. [Sweden]: Nosag Records, 2000.

## Leitura recomendada
- Bill Gibson; Sequencing Samples and Loops (Hal Leonard Recording Method Book 4); New York: Hal Leonard Books, 2007. ISBN 978-1-42343-051-3.